# Нечипоренко Станіслав Ростиславович
Станіслав Ростиславович Нечипоренко (нар. 22 січня 1997, Кривий Ріг, Дніпропетровська область, Україна) — український футболіст, півзахисник нижчолігового польського клубу «Зомбковія».

## Життєпис
Вихованець ДЮСШ криворізького «Кривбасу» та СДЮШОР запорізького «Металурга». Після випуску три сезони провів у структурі «Металурга», виступав у юнацькому та молодіжному чемпіонаті України. Наприкінці 2015 року «Металург» розформували й Станіслав залишив цю команду. Продовжив виступи у дублі луганської «Зорі».
Навесні 2018 року разом із Владиславом Ємцем відправлений в оренду до краматорського «Авангарду», де провів півтора роки. Далі грав за «Кремінь».
Влітку 2020 став гравцем «Даугавпілса». У вищому дивізіоні Латвії дебютував 20 червня того ж року у виїзному матчі проти «Єлгави», в якому на 75-й хвилині замінив Вугара Аскерова. Загалом у чемпіонаті Латвії зіграв 16 матчів, відзначився 1-м голом у ворота РФШ.
Навесні 2021 року повернувся в Україну, де став гравцем «Миколаєва». Сезон 2020/21 років «Миколаїв» закінчив на четвертому місці першої ліги, в одному кроці від виходу до Прем'єр-ліги, але через фінансові проблеми керівництво «корабелів» заявило про переведення команди до другої ліги та оголосило про припинення співпраці з десятьма гравцями. Нечипоренко став одним із небагатьох футболістів, які продовжили виступати за «корабелів» у другій лізі.
2022 року став гравцем польського ФК «Зомбковія».